# The Very Best of Kiss
The Very Best of Kiss è una compilation ufficiale del gruppo hard rock statunitense Kiss, pubblicata nell'agosto del 2002 per l'etichetta discografica Mercury Records. Contiene 21 tracce registrate tra il 1973, anno del loro esordio, al 1991.

## Lista tracce
1. Strutter (musica: Gene Simmons, Paul Stanley - testo: Paul Stanley) – 3:13
  - Voce solista: Paul Stanley
  - Dall'album Kiss
2. Deuce (Simmons) – 3:06
  - Voce solista: Gene Simmons
  - Dall'album Kiss
3. Got to Choose (Stanley) – 3:56
  - Voce solista: Paul Stanley
  - Dall'album Hotter than Hell
4. Hotter than Hell (Stanley) – 3:31
  - Voce solista: Paul Stanley
  - Dall'album Hotter than Hell
5. C'mon and Love Me (Stanley) – 2:59
  - Voce solista: Paul Stanley
  - Dall'album Dressed to Kill
6. Rock and Roll All Nite (musica: Simmons, Stanley - testo: Stanley, Simmons) (Live) – 4:04
  - Voce solista: Gene Simmons
  - Dall'album Alive!
7. Detroit Rock City (Stanley) – 3:39
  - Voce solista: Paul Stanley
  - Dall'album Destroyer
8. Shout It Out Loud (musica: Stanley, Simmons - testo: Stanley) – 2:50
  - Voce solista: Paul Stanley & Gene Simmons
  - Dall'album Destroyer
9. Beth (Peter Criss, Stan Penridge) – 2:48
  - Voce solista: Peter Criss
  - Dall'album Destroyer
10. I Want You (Stanley) – 3:06
  - Voce solista: Paul Stanley
  - Dall'album Rock and Roll Over
11. Calling Dr. Love (Simmons) – 3:46
  - Voce solista: Gene Simmons
  - Dall'album Rock and Roll Over
12. Hard Luck Woman (Stanley) – 3:34
  - Voce solista: Peter Criss
  - Dall'album Rock and Roll Over
13. I Stole Your Love (Stanley)  – 3:05
  - Voce solista: Paul Stanley
  - Dall'album Love Gun
14. Christine Sixteen (Simmons) – 3:14
  - Voce solista: Gene Simmons
  - Dall'album Love Gun
15. Love Gun (Stanley) – 3:18
  - Voce solista: Paul Stanley
  - Dall'album Love Gun
16. New York Groove (Russ Ballard) – 3:03
  - Voce solista: Ace Frehley
  - Dall'album Ace Frehley
17. I Was Made for Lovin' You (musica: Stanley - testo: Stanley, Desmond Child) – 4:31
  - Voce solista: Paul Stanley
  - Dall'album Dynasty
18. I Love It Loud (musica: Vinnie Vincent, Simmons - testo: Vincent) – 4:17
  - Voce solista: Gene Simmons
  - Dall'album Creatures of the Night
19. Lick It Up (Stanley, Vincent) – 3:58
  - Voce solista: Paul Stanley
  - Dall'album Lick It Up
20. Forever (Stanley) – 3:52
  - Voce solista: Paul Stanley
  - Dall'album Hot in the Shade
21. God Gave Rock 'N Roll to You II (Stanley, Simmons, Ballard) – 5:19
  - Voce solista: Paul Stanley & Gene Simmons
  - Dall'album Revenge

## Formazione
- Gene Simmons: basso, voce[2]
- Paul Stanley: chitarra ritmica, voce[2]
- Peter Criss: batteria, voce[3]
- Ace Frehley: chitarra solista, voce[4]
- Anton Fig: batteria[5]
- Eric Carr: batteria, voce[6]
- Eric Singer: batteria[7]
- Vinnie Vincent: chitarra solista[8]
- Bruce Kulick: chitarra solista[9]